# Volley Bergamo 2004-2005
Questa voce raccoglie le informazioni riguardanti il Volley Bergamo nelle competizioni ufficiali della stagione 2004-2005.

## Stagione
La stagione 2004-05 è per il Volley Bergamo, sponsorizzato dalla Radio 105 e della Foppapedretti, l'undicesima consecutiva in Serie A1; rispetto alla precedente annata in panchina viene confermato Giovanni Caprara, così come la rosa rimane quasi invariata, con l'unico innesto di Paola Croce come libero, al posto della cinese Yan Li e l'arrivo dal Club Italia di Katja Luraschi e Serena Ortolani; tra le partenze quelle di Katarzyna Gujska e Tetjana Voronina.
La stagione si apre con la Supercoppa italiana: nelle semifinali il Volley Bergamo supera il Giannino Pieralisi Volley per 3-0 e con lo stesso punteggio passa in finale contro la Pallavolo Sirio Perugia, aggiudicandosi il trofeo per la quinta volta.
Nel girone di andata di campionato, la squadra orobica non sbaglia un colpo, vincendo tutte e undici le partite, chiudendo la prima parte del torneo al primo posto in classifica, a punteggio pieno; il girone è ugualmente ricco di soddisfazioni, anche se arriva una sconfitta alla diciottesima giornata in casa della Pallavolo Sirio Perugia per 3-0 ed all'ultima giornata contro la Pallavolo Reggio Emilia: il club chiude la regular season al primo posto in classifica. Nei quarti di finale dei play-off scudetto, il Volley Bergamo supera agevolmente in tre gare il Vicenza Volley, così come nelle semifinali, quando qualche problema lo subisce solo in gara 1, portata dalla Pallavolo Chieri al tie-break; nella serie finale la sfida è contro la Pallavolo Sirio Perugia: le umbre vincono gara 1 e 2, mentre le bergamasche vincono gara 3, anche se poi perdendo gara 4 consegnano lo scudetto alla formazione perugina.
Tutte le squadre partecipanti alla Serie A1 2004-05 sono qualificate automaticamente alla Coppa Italia: nella fase a gironi, il Volley Bergamo chiude il proprio raggruppamento al secondo posto alle spalle dell'Asystel Volley, vincendo la prima partita contro la Pallavolo Chieri e perdendo la seconda proprio contro le piemontesi; riescono tuttavia a qualificarsi per la Final Four di Olbia: in semifinale superano per 3-1 la squadra di Chieri, mentre in finale soccombono alla Pallavolo Sirio Perugia.
Grazie al primo posto in regular season e la vittoria dello scudetto nella stagione 2003-04, il Volley Bergamo si qualifica per la Champions League 2005-06; nella fase a gironi il percorso è alquanto sereno, con tutte vittorie ed una sola sconfitta contro il Bialski Klub Sportowy di Bielsko-Biała e la conseguente chiusura del proprio gruppo al primo posto, che consente la qualificazione ai play-off a 6: contro il Beşiktaş Jimnastik Kulübü le orobiche vincono la gara di andata, ma cedono quella di ritorno, anche se per un miglior quoziente set, accede alla Final Four di San Cristóbal de La Laguna. Nelle semifinali il successo è abbastanza agevole, per 3-0, sulle padrone di casa del Club Voleibol Tenerife e con lo stesso risultato vince anche la finale, nel derby italiano, contro l'Asystel Volley, aggiudicandosi il titolo di campione d'Europa per la quarta volta.

## Organigramma societario
Area direttiva
- Presidente: Luciano Bonetti

Area tecnica
- Allenatore: Giovanni Caprara
- Allenatore in seconda: Marco Breviglieri
- Scout man: Gianni Bonacina
- Assistente allenatore: Stefano Micoli

Area sanitaria
- Medico: Attilio Bernini, Fabrizio Caroli, Sergio Veneziani
- Preparatore atletico: Roberto Benis
- Fisioterapista: Giuseppe Ferrenti

## Rosa
| N° | Nome                | Ruolo | Data di nascita  | Nazionalità sportiva |
| -- | ------------------- | ----- | ---------------- | -------------------- |
| 1  | Serena Ortolani     | S     | 7 gennaio 1987   | Italia               |
| 2  | Angelina Grün       | S/O   | 2 dicembre 1979  | Germania             |
| 3  | Paola Croce         | L     | 6 marzo 1978     | Italia               |
| 4  | Iskra Mijalić       | S     | 4 febbraio 1983  | Croazia              |
| 5  | Ljubov' Sokolova    | S     | 4 dicembre 1977  | Turchia              |
| 6  | Jenny Barazza       | C     | 24 luglio 1981   | Italia               |
| 7  | Iryna Žukova        | P     | 22 novembre 1974 | Ucraina              |
| 8  | Manuela Secolo      | S     | 22 febbraio 1977 | Italia               |
| 10 | Paola Paggi         | C     | 6 dicembre 1976  | Italia               |
| 12 | Francesca Piccinini | S     | 10 gennaio 1979  | Italia               |
| 13 | Katja Luraschi      | P     | 6 gennaio 1986   | Italia               |
| 18 | Maja Poljak         | C     | 2 maggio 1983    | Croazia              |

## Mercato
| Acquisti | Acquisti        | Acquisti      | Acquisti   |
| R.       | Nome            | da            | Modalità   |
| -------- | --------------- | ------------- | ---------- |
| L        | Paola Croce     | Sirio Perugia | definitivo |
| P        | Katja Luraschi  | Club Italia   | definitivo |
| S        | Iskra Mijalić   | Vukovar       | definitivo |
| S        | Serena Ortolani | Club Italia   | definitivo |

| Cessioni | Cessioni         | Cessioni      | Cessioni   |
| R.       | Nome             | a             | Modalità   |
| -------- | ---------------- | ------------- | ---------- |
| S        | Giorgia Baldelli | Reggio Emilia | definitivo |
| P        | Katarzyna Gujska | Sirio Perugia | definitivo |
| L        | Yan Li           | ?             | definitivo |
| S        | Tetjana Voronina | Forlì         | definitivo |

## Risultati

### Serie A1

#### Girone di andata
| 1ª giornata - 9 ottobre 2004 PalaNorda, Bergamo                   | Bergamo            | 3 - 1 | Santeramo     | 23-25, 25-20, 25-16, 26-24 |
| 2ª giornata - 17 ottobre 2004 PalaDionigi, Sant'Angelo in Lizzola | Robursport Pesaro  | 1 - 3 | Bergamo       | 17-25, 25-21, 20-25, 19-25 |
| 3ª giornata - 24 ottobre 2004 PalaNorda, Bergamo                  | Bergamo            | 3 - 0 | Modena        | 25-20, 25-17, 25-14        |
| 4ª giornata - 31 ottobre 2004 PalaTriccoli, Jesi                  | Giannino Pieralisi | 1 - 3 | Bergamo       | 27-29, 19-25, 25-20, 12-25 |
| 5ª giornata - 7 novembre 2004 Palasport Città di Vicenza, Vicenza | Vicenza            | 1 - 3 | Bergamo       | 25-27, 25-23, 19-25, 28-30 |
| 6ª giornata - 14 novembre 2004 PalaNorda, Bergamo                 | Bergamo            | 3 - 0 | Chieri        | 25-22, 25-11, 26-24        |
| 7ª giornata - 20 novembre 2004 PalaNorda, Bergamo                 | Bergamo            | 3 - 1 | Sirio Perugia | 18-25, 25-23, 25-21, 25-20 |
| 8ª giornata - 5 dicembre 2004 Palazzetto dello Sport, Bari Sardo  | Airone             | 0 - 3 | Bergamo       | 20-25, 15-25, 23-25        |
| 9ª giornata - 12 dicembre 2004 PalaNorda, Bergamo                 | Bergamo            | 3 - 0 | Forlì         | 25-18, 25-18, 25-23        |
| 10ª giornata - 18 dicembre 2004 PalaDalLago, Novara               | Asystel            | 0 - 3 | Bergamo       | 25-27, 23-25, 27-29        |
| 11ª giornata - 22 dicembre 2004 PalaNorda, Bergamo                | Bergamo            | 3 - 0 | Reggio Emilia | 25-14, 25-19, 25-15        |

#### Girone di ritorno
| 12ª giornata - 8 gennaio 2005 PalaCooper, Santeramo in Colle | Santeramo     | 1 - 3 | Bergamo            | 16-25, 18-25, 26-24, 21-25        |
| 13ª giornata - 15 gennaio 2005 PalaNorda, Bergamo            | Bergamo       | 3 - 1 | Robursport Pesaro  | 23-25, 25-15, 25-17, 25-23        |
| 14ª giornata - 22 gennaio 2005 PalaPanini, Modena            | Modena        | 0 - 3 | Bergamo            | 19-25, 14-25, 10-25               |
| 15ª giornata - 29 gennaio 2005 PalaNorda, Bergamo            | Bergamo       | 3 - 0 | Giannino Pieralisi | 25-18, 25-21, 29-27               |
| 16ª giornata - 13 febbraio 2005 PalaNorda, Bergamo           | Bergamo       | 3 - 1 | Vicenza            | 21-25, 25-21, 25-17, 25-18        |
| 17ª giornata - 20 febbraio 2005 PalaMaddalene, Chieri        | Chieri        | 0 - 3 | Bergamo            | 21-25, 24-26, 13-25               |
| 18ª giornata - 27 febbraio 2005 PalaEvangelisti, Perugia     | Sirio Perugia | 3 - 0 | Bergamo            | 25-13, 25-19, 25-20               |
| 19ª giornata - 6 marzo 2005 PalaNorda, Bergamo               | Bergamo       | 3 - 0 | Airone             | 25-16, 25-16, 25-20               |
| 20ª giornata - 12 marzo 2005 PalaGalassi, Forlì              | Forlì         | 1 - 3 | Bergamo            | 25-23, 15-25, 18-25, 15-25        |
| 21ª giornata - 9 marzo 2005 PalaNorda, Bergamo               | Bergamo       | 3 - 0 | Asystel            | 25-22, 25-19, 25-16               |
| 22ª giornata - 23 marzo 2005 PalaBigi, Reggio nell'Emilia    | Reggio Emilia | 3 - 2 | Bergamo            | 23-25, 25-20, 17-25, 25-20, 15-10 |

#### Play-off scudetto
| Quarti di finale (gara 1) - 26 marzo 2005 Palasport Città di Vicenza, Vicenza | Vicenza       | 0 - 3 | Bergamo       | 20-25, 13-25, 21-25               |
| Quarti di finale (gara 2) - 30 marzo 2005 PalaNorda, Bergamo                  | Bergamo       | 3 - 0 | Vicenza       | 28-26, 25-16, 25-18               |
| Quarti di finale (gara 3) - 1º aprile 2005 PalaNorda, Bergamo                 | Bergamo       | 3 - 0 | Vicenza       | 25-17, 25-22, 25-19               |
| Semifinali (gara 1) - 16 aprile 2005 PalaMaddalene, Chieri                    | Chieri        | 2 - 3 | Bergamo       | 17-25 25-27 25-21 25-22 13-15     |
| Semifinali (gara 2) - 21 aprile 2005 PalaNorda, Bergamo                       | Bergamo       | 3 - 0 | Chieri        | 25-22 25-22 25-21                 |
| Semifinali (gara 3) - 24 aprile 2005 PalaNorda, Bergamo                       | Bergamo       | 3 - 0 | Chieri        | 25-16 30-28 25-18                 |
| Finale (gara 1) - 30 aprile 2005 PalaEvangelisti, Perugia                     | Sirio Perugia | 3 - 2 | Bergamo       | 25-22, 23-25, 25-19, 20-25, 16-14 |
| Finale (gara 2) - 4 maggio 2005 PalaNorda, Bergamo                            | Bergamo       | 1 - 3 | Sirio Perugia | 20-25, 22-25, 28-26, 13-25        |
| Finale (gara 3) - 8 maggio 2005 PalaNorda, Bergamo                            | Bergamo       | 3 - 2 | Sirio Perugia | 25-22, 14-25, 22-25, 25-17, 15-9  |
| Finale (gara 4) - 10 maggio 2005 PalaEvangelisti, Perugia                     | Sirio Perugia | 3 - 1 | Bergamo       | 26-24, 23-25, 25-15, 25-17        |

### Coppa Italia

#### Fase a gironi
| 2ª giornata - 27 ottobre 2004 PalaFamila, Chieri | Chieri  | 0 - 3 | Bergamo | 24-26, 23-25, 19-25               |
| 3ª giornata - 3 novembre 2004 PalaNorda, Bergamo | Bergamo | 2 - 3 | Asystel | 25-20, 25-18, 18-25, 23-25, 11-15 |

#### Fase a eliminazione diretta
| Semifinali - 5 febbraio 2005 Geopalace, Olbia | Bergamo | 3 - 1 | Chieri        | 26:24, 16-25, 25-22, 30-28        |
| Finale - 6 febbraio 2005 Geopalace, Olbia     | Bergamo | 2 - 3 | Sirio Perugia | 25-21, 20-25, 25-16, 13-25, 11-15 |

### Supercoppa italiana

#### Fase a eliminazione diretta
| Semifinali - 1º ottobre 2004 PalaCastagnaretta, Cuneo | Bergamo | 3 - 0 | Giannino Pieralisi | 25-15, 25-23, 25-18 |
| Finale - 2 ottobre 2004 PalaCastagnaretta, Cuneo      | Bergamo | 3 - 0 | Sirio Perugia      | 25-18, 25-11, 25-20 |

### Champions League

#### Fase a gironi
| 1ª giornata - 10 novembre 2004 Metallurg-Forum, Ekaterinburg          | Uraločka   | 0 - 3 | Bergamo    | 18-25, 17-25, 19-25               |
| 2ª giornata - 17 novembre 2004 Centro Insular de Deportes, Las Palmas | Las Palmas | 0 - 3 | Bergamo    | 14-25, 20-25, 22-25               |
| 3ª giornata - 24 novembre 2004 PalaNorda, Bergamo                     | Bergamo    | 3 - 0 | BKS        | 25-13, 25-22, 25-15               |
| 4ª giornata - 1º dicembre 2004 Haldun Alagaş Spor Salonu, Istanbul    | VakıfBank  | 1 - 3 | Bergamo    | 20-25, 19-25, 29-27, 23-25        |
| 5ª giornata - 7 dicembre 2004 PalaNorda, Bergamo                      | Bergamo    | 3 - 2 | RC Cannes  | 35-33, 17-25, 25-11, 22-25, 15-8  |
| 6ª giornata - 14 dicembre 2004 Palais des Victoires, Cannes           | RC Cannes  | 1 - 3 | Bergamo    | 25-23, 16-25, 18-25, 17-25        |
| 7ª giornata - 5 gennaio 2004 PalaNorda, Bergamo                       | Bergamo    | 3 - 0 | VakıfBank  | 25-17, 25-13, 25-20               |
| 8ª giornata - 11 gennaio 2005 Ul. Rychlińskiego, Bielsko-Biała        | BKS        | 3 - 2 | Bergamo    | 25-23, 25-23, 20-25, 12-25, 15-10 |
| 9ª giornata - 18 gennaio 2005 PalaNorda, Bergamo                      | Bergamo    | 3 - 0 | Las Palmas | 26-24, 25-17, 25-23               |
| 10ª giornata - 25 gennaio 2005 PalaNorda, Bergamo                     | Bergamo    | 3 - 0 | Uraločka   | 25-13, 25-15, 25-16               |

#### Fase a eliminazione diretta
| Play-off a 6 (andata) - 10 febbraio 2005 PalaNorda, Bergamo                     | Bergamo  | 3 - 0 | Beşiktaş | 25-13, 25-11, 25-16        |
| Play-off a 6 (ritorno) - 16 febbraio 2005 BJK Kültür Kompleksi, Istanbul        | Beşiktaş | 3 - 1 | Bergamo  | 15-25, 25-16, 25-20, 25-20 |
| Semifinali - 19 marzo 2005 Pabellon Santiago Martin, San Cristóbal de La Laguna | Bergamo  | 3 - 0 | Tenerife | 26-24, 25-18, 25-16        |
| Finale - 20 marzo 2005 Pabellon Santiago Martin, San Cristóbal de La Laguna     | Asystel  | 0 - 3 | Bergamo  | 18-25, 16-25, 17-25        |

## Statistiche

### Statistiche di squadra
| Competizione        | Punti | In casa | In casa | In casa | In trasferta | In trasferta | In trasferta | Totale | Totale | Totale |
| Competizione        | Punti | G       | V       | P       | G            | V            | P            | G      | V      | P      |
| ------------------- | ----- | ------- | ------- | ------- | ------------ | ------------ | ------------ | ------ | ------ | ------ |
| Serie A1            | 61    | 17      | 16      | 1       | 15           | 11           | 4            | 32     | 27     | 5      |
| Coppa Italia        | 4     | 1       | 0       | 1       | 1            | 1            | 0            | 4      | 2      | 2      |
| Supercoppa italiana | -     | -       | -       | -       | -            | -            | -            | 2      | 2      | 0      |
| Champions League    | 19    | 6       | 6       | 0       | 6            | 4            | 2            | 14     | 12     | 2      |
| Totale              | -     | 24      | 22      | 2       | 22           | 16           | 6            | 52     | 43     | 9      |

G = partite giocate; V = partite vinte; P = partite perse

### Statistiche dei giocatori
| J. Barazza   | 28 | 238 | 174 | 56 | 8  | 4 | 42 | 33 | 9  | 0 | Statistiche assenti | Statistiche assenti | Statistiche assenti |
| P. Croce     | 32 | -   | -   | -  | -  | 4 | -  | -  | -  | - | Statistiche assenti | Statistiche assenti | Statistiche assenti |
| A. Grün      | 30 | 373 | 307 | 43 | 23 | 3 | 46 | 34 | 12 | 0 | Statistiche assenti | Statistiche assenti | Statistiche assenti |
| K. Luraschi  | 5  | 8   | 5   | 1  | 2  | 2 | 3  | 1  | 0  | 2 | Statistiche assenti | Statistiche assenti | Statistiche assenti |
| I. Mijalić   | 9  | 17  | 11  | 5  | 1  | 2 | 10 | 6  | 4  | 0 | Statistiche assenti | Statistiche assenti | Statistiche assenti |
| S. Ortolani  | 13 | 26  | 23  | 2  | 1  | 2 | 15 | 14 | 1  | 0 | Statistiche assenti | Statistiche assenti | Statistiche assenti |
| P. Paggi     | 21 | 140 | 113 | 20 | 7  | 2 | 5  | 2  | 1  | 2 | Statistiche assenti | Statistiche assenti | Statistiche assenti |
| F. Piccinini | 27 | 303 | 254 | 38 | 11 | 4 | 43 | 38 | 4  | 1 | Statistiche assenti | Statistiche assenti | Statistiche assenti |
| M. Poljak    | 31 | 259 | 165 | 81 | 13 | 4 | 24 | 19 | 4  | 1 | Statistiche assenti | Statistiche assenti | Statistiche assenti |
| M. Secolo    | 28 | 174 | 142 | 23 | 9  | 4 | 15 | 12 | 2  | 1 | Statistiche assenti | Statistiche assenti | Statistiche assenti |
| L. Sokolova  | 28 | 439 | 378 | 39 | 22 | 3 | 56 | 52 | 3  | 1 | Statistiche assenti | Statistiche assenti | Statistiche assenti |
| I. Žukova    | 31 | 110 | 71  | 31 | 8  | 4 | 15 | 10 | 3  | 2 | Statistiche assenti | Statistiche assenti | Statistiche assenti |

P = presenze; PT = punti totali; AV = attacchi vincenti; MV = muri vincenti; BV = battute vincenti